# Дієго Перес (тенісист)
Дієго Перес (ісп. Diego Pérez; нар. 9 лютого 1962) — колишній уругвайський тенісист.
Найвищу одиночну позицію світового рейтингу — 27 місце досяг 9 липня 1984, парну — 37 місце — 3 серпня 1987 року.
Здобув 1 одиночний та 3 парні титули.
Найвищим досягненням на турнірах Великого шолома було 4 коло в одиночному розряді.
Завершив кар'єру 1995 року.

## Фінали турнірів ATP за кар'єру
| Легенда            |
| Великий шлем       |
| Tennis Masters Cup |
| Серія Мастерс ATP  |
| Гран-прі / Тур ATP |

### Одиночний розряд (1–1)
| Результат | W/L | Дата     | Турнір                | Покриття | Суперник     | Рахунок  |
| --------- | --- | -------- | --------------------- | -------- | ------------ | -------- |
| Поразка   | 0–1 | Лют 1985 | Буенос-Айрес, Франція | Ґрунт    | Мартін Хайте | 4–6, 2–6 |
| Перемога  | 1–1 | Вер 1985 | Бордо, Франція        | Ґрунт    | Джиммі Браун | 6–4, 7–6 |

### Парний розряд (3–12)
| Результат | W/L  | Дата     | Турнір                                          | Покриття | Партнер           | Суперники                           | Рахунок       |
| --------- | ---- | -------- | ----------------------------------------------- | -------- | ----------------- | ----------------------------------- | ------------- |
| Перемога  | 1–0  | Вер 1981 | Палермо, Італія                                 | Ґрунт    | Хосе Луїс Даміані | Хайме Фійоль стар. Белус Прахокс    | 6–1, 6–4      |
| Поразка   | 1–1  | Вер 1982 | Палермо, Італія                                 | Ґрунт    | Хосе Луїс Даміані | Джанні Маркетті Енцо Ваттуоне       | 4–6, 7–6, 3–6 |
| Поразка   | 1–2  | Бер 1985 | Буенос-Айрес, Аргентина                         | Ґрунт    | Едуардо Бенгоечеа | Мартін Хайте Крістіан Мініуссі      | 4–6, 3–6      |
| Поразка   | 1–3  | Вер 1986 | Штутгарт, Західна Німеччина                     | Ґрунт    | Мансур Бахрамі    | Ганс Гільдемайстер Андрес Гомес     | 4–6, 3–6      |
| Поразка   | 1–4  | Лис 1986 | Париж, Франція                                  | Килим    | Мансур Бахрамі    | Пітер Флемінг Джон Макінрой         | 3–6, 2–6      |
| Поразка   | 1–5  | Вер 1987 | Женева, Швейцарія                               | Ґрунт    | Мансур Бахрамі    | Рікардо Асіолі Луїс Маттар          | 6–3, 4–6, 2–6 |
| Поразка   | 1–6  | Лис 1987 | Ітапарика, Бразилія                             | Тверде   | Хорхе Лосано      | Серхіо Касаль Еміліо Санчес Вікаріо | 2–6, 2–6      |
| Поразка   | 1–7  | Лют 1988 | Гуаружа, Бразилія                               | Тверде   | Хав'єр Франа      | Рікардо Акунья Люк Єнсен            | 1–6, 4–6      |
| Поразка   | 1–8  | Вер 1988 | Барселона, Іспанія                              | Ґрунт    | Клаудіо Медзадрі  | Серхіо Касаль Еміліо Санчес Вікаріо | 6–2, 4–6, 7–9 |
| Поразка   | 1–9  | Вер 1989 | Гілверсум, Нідерланди                           | Ґрунт    | Томас Карбонелл   | Паул Гаргейс Марк Куверманс         | not played    |
| Поразка   | 1–10 | Чер 1990 | Флоренція, Італія                               | Ґрунт    | Луїс Маттар       | Серхі Бругера Орасіо де ла Пенья    | 6–3, 3–6, 4–6 |
| Поразка   | 1–11 | Лип 1991 | Сан-Марино, Сан-Марино                          | Ґрунт    | Крістіан Мініуссі | Хорді Арресе Карлос Коста           | 3–6, 6–3, 3–6 |
| Поразка   | 1–12 | Лют 1992 | Гуаружа, Бразилія                               | Ґрунт    | Франсіско Ройг    | Крістер Аллгард Карл Лімбергер      | 4–6, 3–6      |
| Перемога  | 2–12 | Лис 1992 | Сан-Паулу, Бразилія                             | Ґрунт    | Франсіско Ройг    | Крістер Аллгард Карл Лімбергер      | 6–2, 7–6      |
| Перемога  | 3–12 | Сер 1994 | Відкритий чемпіонат Хорватії з тенісу, Хорватія | Ґрунт    | Франсіско Ройг    | Кароль Кучера Пол Векеса            | 6–2, 6–4      |